# Barcelona 2–7 Vasco da Gama (1957)
Barcelona 2–7 Vasco da Gama foi uma partida internacional entre as equipes do Futbol Club Barcelona e do Club de Regatas Vasco da Gama, realizada em 23 de junho de 1957 no estádio Camp de les Corts, na Espanha. Este jogo ganhou notoriedade por ter sido a maior goleada internacional sofrida pelo Barcelona em casa na história, sendo a segunda no geral.

## Antecedentes
O Vasco estava em meio a uma excursão pela Europa, na qual conseguira expressivas vitórias: conquista do primeiro Torneio de Paris sobre o bicampeão europeu Real Madrid, no maior duelo intercontinental pré-1960 segundo a FIFA, do Troféu Teresa Herrera sobre o Athletic Bilbao, campeão espanhol e da Copa do Rei em 1956, e goleada por 5–2 sobre o campeão português Benfica.
Tal campanha rendeu reações da imprensa como "O Real Madrid não é o maior time do mundo. Sobre isso, falem com o Vasco da Gama" (France Soir),  "como um tufão, Vasco varre o football mundial" (Jornal dos Sports) e "Nenhuma equipe do Mundo poderia derrotar o Vasco" (Diário de Notícias).
Já o Barcelona era o atual campeão da Copa do Rei e vinha de um trivice-campeonato espanhol. Além disso, os blaugranas contavam no seu plantel com notáveis jogadores, tais quais Antoni Ramallets, goleiro titular na Copa do Mundo FIFA de 1950, e o atacante brasileiro Evaristo de Macedo.
Naquela época, as equipes catalã e cruzmaltina já possuíam certo histórico de confrontos: no ano de 1931, haviam se enfrentado em duas partidas válidas pela Copa Myrurgia, primeira taça internacional conquistada pelo Vasco da Gama. Já em 1955, vitória culé por 1 a 0 em jogo marcado pela atuação de Alfredo Di Stéfano com a camisa do Barcelona.

## Estádio les Corts
O Camp de les Corts, foi um estádio de futebol localizado na Catalunha com capacidade para aproximadamente 60 mil espectadores. Inaugurado em 20 de maio de 1922, a chamada "Catedral do Futebol" foi a segunda casa do Futbol Club Barcelona, posterior ao Camp del Carrer Indústria e anterior ao Spotify Camp Nou.
O confronto Barcelona 2–7 Vasco da Gama realizado em 23 de junho de 1957, além de ser a maior goleada internacional sofrida pelo Barcelona em casa na história, foi também a terceira última partida do Estádio Les Corts antes de seu fechamento e transferência para o Camp Nou.

## O confronto
Como um "autêntico mecanismo de relojoaria", o Vasco dominou amplamente o jogo durante toda sua duração. Os grandes destaques da partida ficaram com os 3 gols do médio-volante gaúcho Laerte Nadir Eraldo Prates, chamado Laerte III, e os 2 anotados por Vavá, ídolo vascaíno e único brasileiro a marcar em finais seguidas de Copas do Mundo.
Os primeiros três gols cruzmaltinos foram marcados ainda no começo do primeiro tempo. Ainda aos 3 minutos, em jogada individual, Laerte abriu o placar. Em seguida, Sabará assiste Vavá, que marca o segundo gol. Com 11 minutos, novamente Laerte, desta vez completando jogada trabalhada pela equipe, faz 3 a 0 para o Vasco.
Já aos 6 minutos da etapa final, Vavá anota o quarto com uma cabeçada indefensável para o goleiro Ramallets. Logo depois, o uruguaio Villaverde consegue o primeiro tento para o Barcelona, recebendo passe de Martínez. Dezessete minutos depois, Laerte recebe passe de Pinga e marca seu hat-trick. Aos 35 minutos, Válter Marciano consegue um golaço em cobrança direta de falta e faz o 6–1. Na saída de bola, Evaristo de Macedo constrói bela jogada e toca para o paraguaio Eulogio Martínez diminuir o placar. Por fim, aos 43 do segundo tempo, Wilson Moreira, que havia substituído Vavá, recebendo passe de cabeça de Laerte, finaliza a goleada em 7–2.

## Detalhes da partida
| 23 de junho de 1957 | Barcelona                                   | 2 – 7     | Vasco da Gama                                                                     | Camp de les Corts, Barcelona                     |
| 15:45 (UTC+2)       | Ramón Villaverde 55' · Eulogio Martínez 81' | Relatório | Laerte III 3', 11', 72' · Vavá 6', 51' · Válter Marciano 80' · Wilson Moreira 88' | Público: 40 mil pessoas Árbitro: Gómez Contreras |

| \| Cores do Time \| Cores do Time \| Cores do Time \| \| Cores do Time \| \| \| \| Cores do Time \| \| \| \| \| \| \| \| Barcelona \| \| \| | Vasco         |               |
| Cores do Time | Cores do Time | Cores do Time |
| Cores do Time |               |               |
| Cores do Time |               |               |
| |               |               |
| Barcelona |               |               |

| Barcelona        |  |                    |  |                 |
|                  |  |                    |  |                 |
| G                |  | Antoni Ramallets   |  |                 |
| LD               |  | Joan Segarra       |  |                 |
| ZG               |  | Ferran Olivella    |  |                 |
| ZG               |  | Joaquin Brugué     |  | Substituído     |
| LE               |  | Isidro Flotats     |  |                 |
| MC               |  | Martí Vergés       |  | Substituído     |
| MEI              |  | Hermes González    |  |                 |
| MEI              |  | Estanislao Basora  |  | Substituído     |
| AT               |  | Ramón Villaverde   |  |                 |
| AT               |  | Eulogio Martínez   |  |                 |
| AT               |  | Evaristo de Macedo |  |                 |
| Reservas:        |  |                    |  |                 |
| ZG               |  | Sígfrid Gràcia     |  | Entrou em campo |
| ZG               |  | Rodrí              |  | Entrou em campo |
| AT               |  | Justo Tejada       |  | Entrou em campo |
| Técnico:         |  |                    |  |                 |
| Domènec Balmanya |  |                    |  |                 |

| Vasco da Gama    |    |                 |  |                 |
|                  |    |                 |  |                 |
| G                | 1  | Carlos Alberto  |  |                 |
| LD               | 2  | Dario           |  |                 |
| ZG               | 3  | Viana           |  |                 |
| ZG               | 4  | Orlando         |  |                 |
| LE               | 6  | Ortunho         |  |                 |
| VOL              | 5  | Laerte III      |  |                 |
| MEI              | 7  | Sabará          |  |                 |
| MEI              | 8  | Livinho         |  |                 |
| AT               | 10 | Pinga           |  |                 |
| AT               | 11 | Válter Marciano |  |                 |
| AT               | 9  | Vavá            |  | Substituído     |
| Reservas:        |    |                 |  |                 |
| A                |    | Wilson Moreira  |  | Entrou em campo |
| Técnico:         |    |                 |  |                 |
| Martim Francisco |    |                 |  |                 |